# هيكلة المدن المرنة

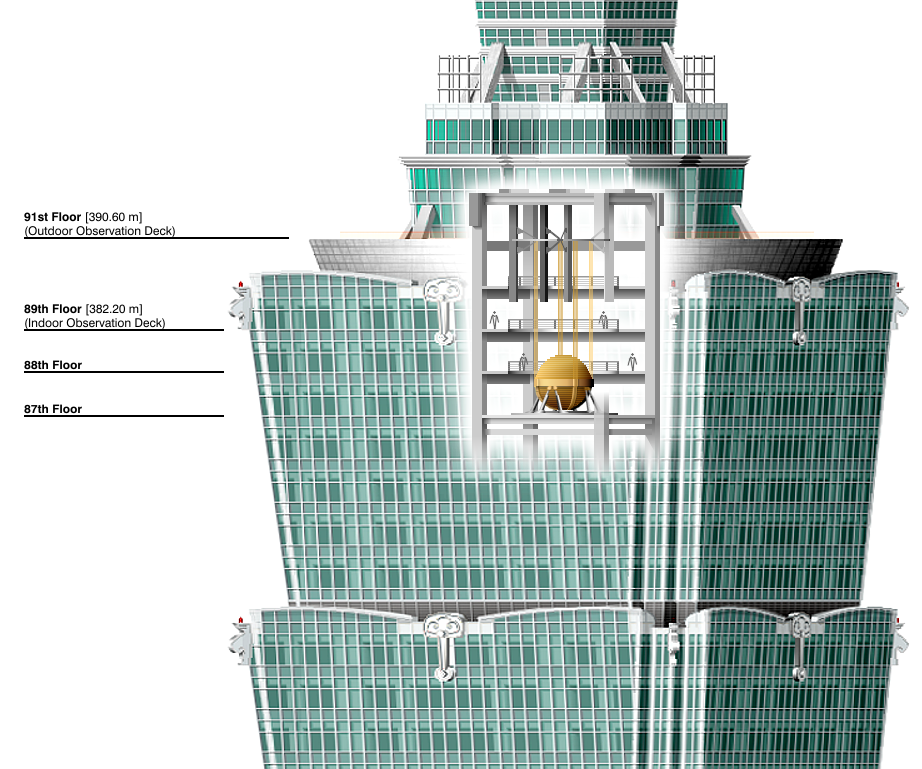

عُرّفت المرونة الحضرية بشكل تقليدي بأنها «القدرة القابلة للقياس لأي نظام حضري مع سكانه، للحفاظ على الاستمرارية أثناء جميع الصدمات والضغوط، مع التكيّف بشكل إيجابي والتحول نحو الاستدامة». المدينة المرنة هي التي تقيّم وتخطط وتعمل من أجل الاستعداد للكوارث والاستجابة لها، سواء كانت طبيعية أو من صنع الإنسان، أو مفاجئة أو بطيئة الظهور، أو متوقعة أو غير متوقعة. تُعد المدن المرنة في حالة أفضل لحماية حياة الناس وتعزيزها، وتأمين مكاسب التنمية، وتعزيز البيئة القابلة للاستثمار، وإحداث التغيير الإيجابي. ركزت المناقشة الأكاديمية للمرونة الحضرية في المقام الأول على ثلاثة تهديدات متميزة: التغير المناخي والكوارث الطبيعية والإرهاب.
نوقشت المرونة في مواجهة هذه التهديدات في سياق الجوانب المادية وغير المادية للتخطيط والتصميم الحضري. تميل استراتيجيات المرونة بناءً على ذلك إلى أن تُصمم من ناحية مكافحة الإرهاب والكوارث الأخرى (الزلازل والتسونامي والفيضانات الساحلية والتوهجات الشمسية وما إلى ذلك)، واعتماد البنية التحتية للطاقة المستدامة.
تزايد الاهتمام في الآونة الأخيرة بأنساب المرونة الحضرية، وقدرة النظم الحضرية على التكيف مع الظروف المتغيرة. يُبنى هذا الفرع من نظرية المرونة على فكرة أن مدن أنظمة متوائمة معقدة للغاية. مغزى هذا التبصر هو نقل التخطيط الحضري بعيدًا عن المناهج التقليدية الموجودة في الخطط الهندسية إلى نهجٍ مستنيرٍ من علم الشبكات الذي ينطوي على تدخلٍ أقل في عمل المدن. يوفر علم الشبكات طريقةً لربط حجم المدينة بأشكال الشبكات التي من المرجح أن تمكن المدن من العمل بطرقٍ مختلفة، ويمكن أن يوفر كذلك رؤىً حول الفعالية المحتملة لمختلف السياسات الحضرية.
يتطلب ذلك فهمًا أفضل لأنواع الممارسات والأدوات التي تساهم في بناء المرونة الحضرية. تستكشف مناهج الأنساب تطور هذه الممارسات بمرور الوقت، بما في ذلك علاقات القيم والقوة الداعمة لها.
يعتمد بناء المرونة في المدن على قرارات الاستثمار التي تعطي الأولوية للإنفاق على الأنشطة التي تقدم البدائل، والتي تحقق أداءً جيدًا في سيناريوهات مختلفة. يجب أن تأخذ هذه القرارات في الاعتبار المخاطر والشكوك المستقبلية. التخطيط للطوارئ والكوارث أمر بالغ الأهمية، نظرًا إلى أنه لا يمكن القضاء على المخاطر تمامًا. توفر أطر إدارة مخاطر الكوارث، على سبيل المثال، فرصًا عملية لتعزيز القدرة على الصمود.
يعيش أكثر من نصف سكان العالم من البشر في المدن منذ عام 2007، ومن المتوقع أن يرتفع التحضر إلى 80% بحلول عام 2050، ويشير ذلك إلى أن تحديات المرونة الرئيسية في عصرنا -مثل الحد من الفقر، والمخاطر الطبيعية والتغير المناخي، والاستدامة البيئية، والإدماج الاجتماعي- ستكسب أو تخسر في المدن. تجعل كثافة الكتلة السكانية الناس بموضع ضعف أمام كل من آثار الكوارث الحادة والآثار البطيئة والمتسللة للمناخ المتغير بشكل خاص، إذ يجعل كل ذلك التخطيط للمرونة مهمًا للغاية. ارتبط التحضر المتزايد خلال القرن الماضي بزيادةٍ كبيرة في التمدد العمراني. تعالج جهود المرونة كيف يواجه الأفراد والمجتمعات والمشاريع التجارية الصدمات والضغوط المتعددة، وتستغل أيضًا فرص التنمية التحويلية.
تشارك الحكومات الوطنية والمحلية، التي تدعمها غالبًا وكالات التمويل الدولية، في إعادة التوطين، كوسيلة للتصدي لمخاطر الكوارث في المناطق الحضرية. يمكن أن يكون هذا وقائيًا، أو قد يحصل بعد وقوع كارثة. يمكن أن يؤدي هذا أيضًا إلى مشاكل أخرى، على الرغم من أنه يقلل من تعرض الأشخاص للمخاطر، ويمكن أن تجعل هذه المشاكل الأشخاص أكثر عرضة للخطر أو أسوأ حالًا مما كانوا عليه من قبل. يجب فهم إعادة التوطين على أنها جزء من التنمية المستدامة طويلة الأجل، وليس فقط كوسيلة للحد من مخاطر الكوارث. 

## لمحة عامة
أصبحت الأزمات ذات صفة طبيعية في المدن خلال القرن الحادي والعشرين، وذلك بسبب تصادم العولمة والتحضر، وتغير المناخ وغير ذلك، إذ لا يمر أسبوع إلا وتحدث أزمة في مكان ما في العالم: كهجوم عبر الإنترنت، أو كارثة طبيعية، أو اضطراب اقتصادي أو اجتماعي.
وفي الوقت نفسه، تواجه المدن الضغوط الحادة: مثل الفقر والجريمة والعنف، أو البنية التحتية الفاشلة، التي تضعف المدينة على مر الزمن.
وبما أن المدن لا يمكنها أن تتنبأ بالإشكاليات القادمة، إلا أنها يمكن أن تخطط لمعالجتها، وتتعلم منها، وتحصل على فوائد إضافية من خلال استثمارات متنوعة، كفرص النمو الاقتصادي أو تحسين المنتزهات لسكان المدينة. وبعبارة أخرى، فإنه يمكن تحقيق «أرباح المرونة» التي يمكن أن تجعل المدن أفضل للعيش بشكل دائم وليس فقط في فترات الطوارئ.

## إستراتيجية روكفيلر
عام 2013 طرحت مؤسسة روكفيلر فكرة 100 مدينة مرنة بهدف بناء مدن قادرة على مواجهة التحديات الفيزيائية والاجتماعية والاقتصادية بمرونة خلال نموها فترة القرن الحادي والعشرين. ووافقت العديد من المدن على أن تكون ضمن شبكة «مئة مدينة مرنة» تكون مؤهلة لتلقي أربعة أنواع من أساليب الدعم، وهذه الأساليب هي:
- دعم لتعيين الرئيس التنفيذي لمكتب المدينة المرنة، وهو منصب جديد مبتكر في الحكومة التي من شأنها أن تؤدي جهودا مرنة في المدينة.
- الدعم للحصول على الخبرة في وضع إستراتيجية مرنة قوية.
- إعداد منصة للشركاء لتوفير التقنيات والخدمات اللازمة لمساعدة المدن في تنفيذ إستراتيجية المرونة، وتشمل مايكروسوفت (Microsoft)، سويس ري (Swiss Re)، ومؤسسة الحفاظ على الطبيعة (the Nature Conservancy).
- منح العضوية في شبكة المئة مدينة مرنة، وهي شبكة عالمية من المدن التي تتعاون بالفعل وتتعلم بعضها من بعض.

وقد تقدمت حتى اليوم أكثر من ألف مدينة وتم اختيار 100 مدينة للانضمام إلى الشبكة التي تمثل أكثر من خُمس عدد سكان المدن في العالم.

## هيكلية المدن المرنة
هي هيكلية فريدة وضعت بدعم من مؤسسة روكفلر، استناداً إلى بحوث واسعة النطاق في المدن، إذ تشكل عدسة لفهم تعقيد المدن وبرامج التشغيل التي تسهم في مرونتها.
ويعتبر الأخذ بعين الاعتبار بهذه العوامل كوسيلة لمساعدة المدن في تقييم قدرتها على التحمل، وتحديد المناطق الحرجة نتيجة الضعف، والإجراءات والبرامج اللازمة لزيادة المرونة في المدينة.وهذه الهيكلية ترتكز على أربعة أبعاد Dimensions و اثني عشر بندا رئيسيا  Drivers و سبعة أنواع Qualities.
أما الأبعاد فهي
- الصحة والعافية: وتعني صحة ورفاهية الجميع الذين يعيشون ويعملون في المدينة.
- الاقتصاد والمجتمع: وتعني النظم الاجتماعية والمالية التي تمكن سكان المدن من العيش بسلام، والعمل بشكل جماعي.
- البنية التحتية والبيئة: وتعني الطريقة التي هي من صنع الإنسان والبنية التحتية الطبيعية التي توفر الخدمات الأساسية وتحمي المواطنين في المناطق الحضرية.
- القيادة والاستراتيجية: وتعني القيادة الفعالة، وسلطة أصحاب المصلحة، والتخطيط المتكامل.

وأما الأنواع السبعة فمتعلقة بصفات أنظمة المرونة، إذ تتميز الأنظمة المرنة بالصمود والاستجابة للمتغيرات والتكيف بسهولة أكبر مع الصدمات الحاصلة، إضافة لكونها تعود أقوى مرة أخرى بعد الأوقات الصعبة، وتؤمن حياة أفضل في الأوقات الجيدة.
وقد أظهرت البحوث واسعة النطاق أن المدن المرنة تتصف بسبع خصال هي:
1. الانعكاسية
2. سعة الحيلة
3. المتانة
4. الوفرة
5. المرونة
6. الشمولية
7. الدمج

### وما يأتي توضيح لكل منها
الانعكاسية وسعة الحيلة: يقصد بها التعلم من الماضي والعمل في أوقات الأزمات. كما أن الأفراد والمؤسسات هم من يعكس تجربة استخدام الماضي لإبلاغ القرارات المستقبلية، وتعديل المعايير والسلوكيات وفقا لذلك. هذا ما يجعل عمليات التخطيط أكثر قدرة على الاستجابة للظروف المتغيرة.
سعة حيلة الناس والمؤسسات: هي القدرة على إيجاد طرق بديلة لاستخدام الموارد في أوقات الأزمات من أجل تلبية احتياجاتهم أو تحقيق أهدافهم. فعلى سبيل المثال، إنه على الرغم من أن الأسر في الوادي المتوسط في تشيلي تستخدم المياه التي توفرها شبكات البلدية بشكل يومي، إلا أنها غالباً ما تتوقف عن الخدمة بعد الزلازل القوية كرد فعل، لذلك فإن العديد من الأسر عملت على الحفاظ على الآبار لتوفير المياه.
المتانة، والتكرار والمرونة: هي الصفات التي تساعد على تصور النظم والأصول التي يمكن أن تحمل الصدمات والضغوط وكذلك الرغبة في استخدام استراتيجيات بديلة لتسهيل الانتعاش السريع.
التصميم المتين: ويتضمن اعتماد وإدارة الترتيبات المتخذة لضمان التنبؤ بالفشل وليكون ذلك آمناً، ومتناسب مع القضية.
التكرار : ويشير إلى القدرة الاحتياطية التي تم إنشاؤها بشكل متعمد لاستيعاب الضرر الذي حدث بسبب الضغوط الشديدة، كالعواصف أو حدث خارجي، ويشمل التنوع حيث هناك طرق متعددة لتحقيق حاجة معينة. على سبيل المثال، ونظم الطاقة التي تتضمن التكرار تهدف إلى توفر مسارات التوصيل المتعددة التي يمكن أن تستوعب الطفرات في الطلب أو تعطل لتزويد الشبكات.
المرونة: وتعنى بالاستعداد والقدرة على تبني استراتيجيات بديلة كالاستجابة للظروف المتغيرة أو الأزمات المفاجئة، من خلال أنظمة يمكن أن تكون أكثر مرونة وذلك بإدخال تكنولوجيات جديدة أو أساليب للمعرفة، بما في ذلك الاعتراف بالممارسات التقليدية.
فمثلا، يمكن للمدن في أوقات الأزمات أن تعيد توزيع الحافلات العامة لعمليات الإخلاء في حالات الطوارئ.
الشمولية والتكاملية: وتتعلق بعمليات الحكم الرشيد والقيادة الفعالة التي تتضمن الاستثمارات والإجراءات المناسبة، تلبية لاحتياجات الفئات الأكثر ضعفا وبغية إنشاء مدينة مرنة للجميع.
الشمولية: وتؤكد على الحاجة إلى مشاورات واسعة و«الكثير من المقاعد على طاولة» لخلق شعور بالملكية المشتركة أو رؤية مشتركة لبناء المرونة في المدينة.
وهذا يساعد على بلوغ الإنذار المبكر بالخطر إلى الجميع ويمكين الناس من حماية أنفسهم وتقليل الخسائر في الأرواح والممتلكات.
أما التكاملية فهي تجمع بين النظم والمؤسسات وتمكن أيضاً من تحفيز فوائد إضافية، كما يتم تقاسم الموارد وتمكين الجهات الفاعلة للعمل معا لتحقيق أهداف أكبر.
وهذا يمكّن من إعداد خطط متكاملة للمدينة للتعامل مع القضايا متعددة التخصصات، مثل تغير المناخ والحد من مخاطر الكوارث أو الاستجابة لحالات الطوارئ من خلال التنسيق.